# Episodi di Fantasilandia (quinta stagione)
La quinta stagione della serie televisiva Fantasilandia è stata trasmessa in anteprima negli Stati Uniti d'America dalla ABC tra il 10 ottobre 1981 e l'8 maggio 1982.
| nº | Titolo originale                                          | Titolo italiano | Prima TV USA     | Prima TV Italia |
| -- | --------------------------------------------------------- | --------------- | ---------------- | --------------- |
| 1  | Show Me a Hero/Slam Dunk                                  |                 | 10 ottobre 1981  |                 |
| 2  | Devil and Mr. Roarke/Ziegfeld Girls/Kid Corey Rides Again |                 | 17 ottobre 1981  |                 |
| 3  | Cyrano/The Magician                                       |                 | 24 ottobre 1981  |                 |
| 4  | The Lady and the Monster/The Last Cowboy                  |                 | 31 ottobre 1981  |                 |
| 5  | Mr. Nobody/La Liberatora                                  |                 | 7 novembre 1981  |                 |
| 6  | Night in the Harem/Druids                                 |                 | 14 novembre 1981 |                 |
| 7  | The Perfect Husband/Volcano                               |                 | 21 novembre 1981 |                 |
| 8  | Lillian Russell/The Lagoon                                |                 | 28 novembre 1981 |                 |
| 9  | Romance Times Three/Night of the Tormented Soul           |                 | 5 dicembre 1981  |                 |
| 10 | A Very Strange Affair/The Sailor                          |                 | 2 gennaio 1982   |                 |
| 11 | House of Dolls/Wuthering Heights                          |                 | 9 gennaio 1982   |                 |
| 12 | The Magic Camera/Mata Hari/Valerie                        |                 | 16 gennaio 1982  |                 |
| 13 | King Arthur in Mr. Roarke's Court/Shadow Games            |                 | 23 gennaio 1982  |                 |
| 14 | Daddy's Little Girl/The Whistle                           |                 | 30 gennaio 1982  |                 |
| 15 | The Case Against Mr. Roarke/Save Sherlock Holmes          |                 | 6 febbraio 1982  |                 |
| 16 | The Challenge/A Genie Named Joe                           |                 | 13 febbraio 1982 |                 |
| 17 | Funny Man/Tattoo, the Matchmaker                          |                 | 20 febbraio 1982 |                 |
| 18 | Sitting Duck/Sweet Suzi Swann                             |                 | 6 marzo 1982     |                 |
| 19 | Face of Love/Image of Celeste                             |                 | 20 marzo 1982    |                 |
| 20 | Forget Me Not/The Quiz Masters                            |                 | 10 aprile 1982   |                 |
| 21 | The Big Bet/Nancy and the Thunderbirds                    |                 | 1º maggio 1982   |                 |
| 22 | The Ghost's Story/The Spoilers                            |                 | 8 maggio 1982    |                 |